# Marisora
Marisora is een geslacht van hagedissen uit de familie skinken (Scincidae).

## Naam en indeling
De wetenschappelijke naam van de groep werd voor het eerst voorgesteld door Caitlin E. Conn en Stephen Blair Hedges in 2012. Er zijn zeven soorten, inclusief drie soorten die pas in 2018 voor het eerst wetenschappelijk zijn beschreven.

## Verspreiding en habitat
Alle soorten komen voor in delen van Midden-Amerika en noordelijk Zuid-Amerika. De skinken leven in de landen Belize, Colombia, Costa Rica, Guatemala, Honduras, Mexico, Nicaragua, Panama, Saint Vincent en de Grenadines, Tobago en Venezuela.
De habitat bestaat voornamelijk uit tropische tot subtropische bossen. Er is enige tolerantie voor door de mens aangepaste gebieden.

## Beschermingsstatus
Door de internationale natuurbeschermingsorganisatie IUCN is aan alle soorten een beschermingsstatus toegewezen. Vier soorten worden beschouwd als 'veilig' (Least Concern of LC), een soort als 'kwetsbaar' (Vulnerable of VU) en één als 'onzeker' (Data Deficient of DD). De soort Marisora roatanae is geclassificeerd als 'ernstig bedreigd' (Critically Endangered of CR).

## Soorten
Het geslacht omvat de volgende soorten, met de auteur en het verspreidingsgebied.
| Naam                  | Auteur                         | Verspreidingsgebied                                        |
| --------------------- | ------------------------------ | ---------------------------------------------------------- |
| Marisora alliacea     | Cope, 1875                     | Costa Rica                                                 |
| Marisora aurulae      | Hedges & Conn, 2012            | Saint Vincent en de Grenadines (Young Island), Tobago      |
| Marisora brachypoda   | Taylor, 1956                   | Belize, Costa Rica, Guatemala, Honduras, Mexico, Nicaragua |
| Marisora falconensis  | Mijares-Urrutia & Arends, 1997 | Colombia, Venezuela                                        |
| Marisora magnacornae  | Hedges & Conn, 2012            | Nicaragua                                                  |
| Marisora roatanae     | Hedges & Conn, 2012            | Honduras                                                   |
| Marisora unimarginata | Cope, 1862                     | Costa Rica, Nicaragua, Panama                              |